# فينس سميث
فينس سميث (بالإنجليزية: Vince Smith)‏ هو سياسي أسترالي، ولد في 28 فبراير 1938، وتوفي في 24 أبريل 2008. انتخب عضو مجلس نواب تسمانيا.